# Thalassodromeus
 Thalassodromeus  (griech. „Meeresläufer“, spezies T. sethi nach ägyptischen Wüstengott Seth benannt) ist eine Gattung großer Flugsaurier aus der Unterkreide von Brasilien. Ihre Vertreter lebten vor etwa 112 bis 94 Millionen Jahren. T. sethi ist die Typusart und zugleich einzige wissenschaftlich beschriebene Art der Gattung.

Größenvergleich zwischen Thalassodromeus sethi und Homo sapiens sapiens

Thalassodromeus wurde 2002 von Alexander W. A. Kellner und Diogenes de Almedia Campos auf der Basis eines Schädels aus der für ihre reichhaltige fossile Wirbeltierfauna bekannten Santana-Formation erstmals wissenschaftlich beschrieben.
Der Schädel wird durch einen riesigen Knochenkamm auf 142 Zentimeter verlängert. Dieser Kamm trug wahrscheinlich zusätzliche Erweiterungen aus Keratin die den Kopf im Lebenden Tier noch größer und schwerer gemacht haben müssen. Thalassodromeus sethi hatte eine geschätzte Flügelspannweite von etwa 5,30 Metern.

## Lebensweise und Ernährung

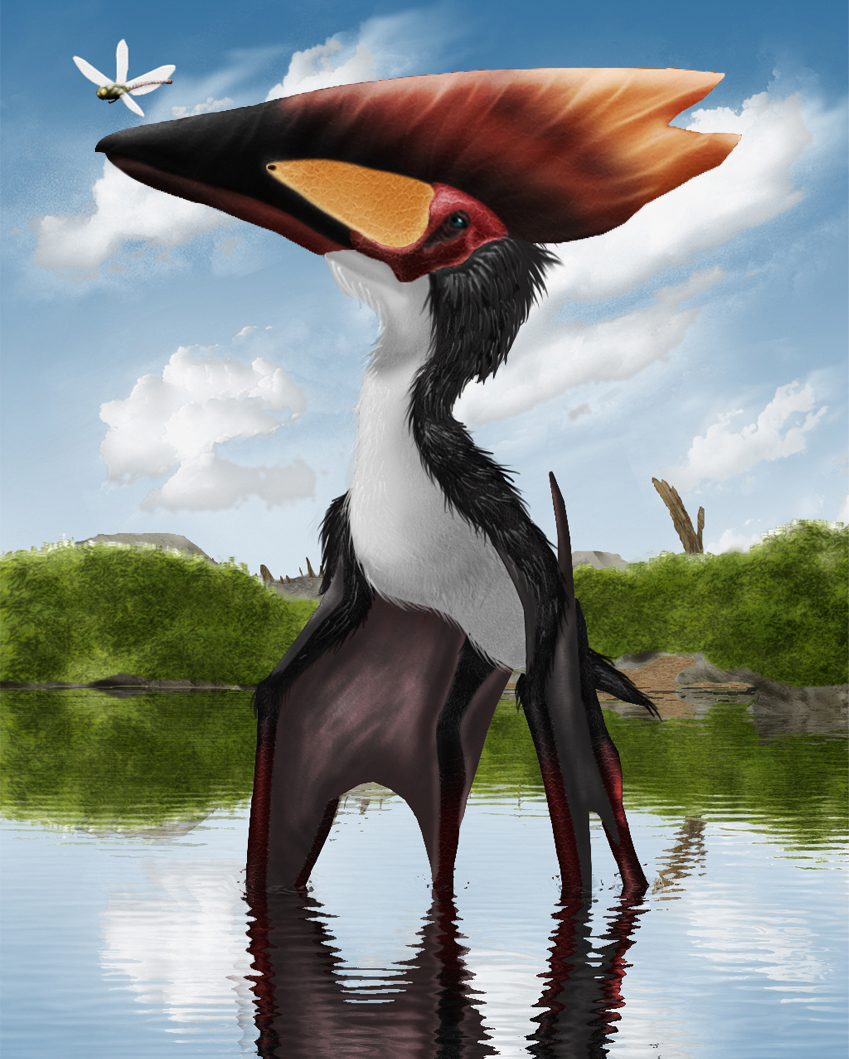
Lebendrekonstruktion

Lange wurde für Thalassodromeus eine Ernährung von schwimmenden Meerestieren vermutet, vergleichbar mit rezenten Scherenschnäbeln. Diese Annahme wurde jedoch mittlerweile überholt, und Wissenschaftler gehen nun davon aus, dass die Gattung sich hauptsächlich von kleineren Landtieren ernährte. Der gebogene Schnabel des Tieres zeigt die Eigenschaft, wilden, unvorhersehbaren Kräften gut Stand zuhalten, wie sie etwa ein gefangenes Beutetier im Todeskampf verursacht, aber nicht die zum Fischen im Flug nötigen Merkmale auf. Damit wäre der Flugsaurier vergleichbar mit dem heutigen Sekretär oder ausgestorbenen Arten von Terrorvögeln gewesen.
Der große Kopfkamm wurde vermutlich zu kommunikativen Tätigkeiten wie zur Warnung und zur Intersexuellen Selektion durch Sensory Bias genutzt.